# Флаг Шувалово-Озерков
Флаг внутригородского муниципального образования муниципальный округ Шува́лово-Озерки́ в Выборгском районе города Санкт-Петербурга Российской Федерации — опознавательно-правовой знак, служащий официальным символом муниципального образования и знаком единства его населения
Флаг утверждён 17 марта 2011 года и внесён в Государственный геральдический регистр Российской Федерации с присвоением регистрационного номера 6699.

## Описание
«Флаг муниципального образования Муниципальный округ Шувалово-Озерки представляет собой прямоугольное полотнище с отношением ширины флага к длине — 2:3, воспроизводящее композицию герба муниципального образования муниципальный округ Шувалово-Озерки в красном, белом, синем и жёлтом цветах».
Геральдическое описание герба гласит: «В червлёном (красном) поле вздыбленный серебряный единорог с золотыми глазами, рогом и копытами, поддерживающий смещённый вправо серебряный столб, обременённый тремя лазоревыми (синими, голубыми) шарами (один под другим), каждый из которых обременён тремя волнистыми серебряными поясами».

## Обоснование символики
Флаг составлен на основании герба муниципального образования муниципальный округ Шувалово-Озерки, в соответствии с традициями и правилами геральдики и отражает исторические, культурные, социально-экономические, национальные и иные местные традиции.
Исторически на территории современного муниципального образования муниципальный округ Шувалово-Озерки в разное время располагались Шувалово, Озерки, Парголово первое, Новопарголовская немецкая колония.
Историческая местность Шувалово получила своё наименование от располагавшегося севернее (на юге современного Парголова) имения графов Шуваловых.
В конце 1870-х годов, после прокладки железной дороги на Выборг, земли от Поклонной горы до церковной горы были куплены Товариществом на паях для устройства дачных поселений в Шувалове и застроены дачами. С 1963 года Шувалово в составе Ленинграда.
Другая, соседствующая на юге с Шуваловым, историческая дачная местность — Озерки — названа так потому что в 1875 году между 1-м и 2-м озером здесь был построен музыкальный вокзал и театр "Озерки", а для удобства приезжающей публики между станциями "Удельная" и "Шувалово" в 1879 году была открыта платформа "Озерки". В 1930 году южная часть, а в 1963 году вся территория Озерков включена в черту города. Название Шувалово и Озерки сохранились в наименовании железнодорожных станций, а также станции метро «Озерки».
На территории муниципального образования Шувалово-Озерки расположены три Суздальских озера, получившие своё название от существовавшей в этих местах Суздальской слободы. Озёра протянулись цепочкой от Поклонной горы к Парголову.
Общее в историческом прошлом то, что в XVIII—XIX веках земли, на которых ныне расположено муниципальное образование Шувалово-Озерки, относились к мызе Парголово, принадлежащей Шуваловым.
Пётр Иванович Шувалов 5 сентября 1746 года был возведён с нисходящим потомством в графское Российской Империи достоинство и ему была пожалована Парголовская мыза со всеми деревнями и угодьями к северу от Поклонной горы. Он тут же переселил сюда крепостных из суздальских имений. Так, на берегу Нижнего озера появилось село Суздальское. В начале XIX века Парголовское имение перешло в руки А. И. Шувалова — племянника известного государственного деятеля России XVIII века, президента Академии художеств И. И. Шувалова, при нём был построен дворец и разбит парк.

Белый единорог с золотыми глазами, рогом и копытами — фигура с герба Шуваловых, напоминает о названии исторической местности города — Шувалово и возникшей в 1869 году железнодорожной станции Шувалово (здание вокзала построено в 1908 году по проекту финского архитектора Бруно Гранхольма).
Белая полоса — символизирует вытянувшуюся между Выборгским шоссе и железнодорожной линией Санкт-Петербург—Выборг местность, а также и новостройки, начатые в конце 1970-х — начале 1980-х годов между Выборгским шоссе и проспектом Энгельса.
Три белых шара (один под другим), каждый из которых обременён тремя синими волнистыми поясами — напоминание о трёх Суздальских озёрах (озёра Верхнее, Среднее и Нижнее, или 1-е, 2-е, 3-е).
Жёлтый цвет (золото) — могущество, сила, постоянство, вера, справедливость, добродетель, верность.
Белый цвет (серебро) — чистота помыслов, искренность, правдивость, невинность, благородство, откровенность, непорочность, надежда.
Красный цвет — сила, могущество, благородство, право, мужество храбрость, неустрашимость. Символ труда, жизнеутверждающей силы, праздника, красоты, солнца и тепла.
Синий цвет (лазурь) — символ красоты, любви, мира, возвышенных устремлений.